# Louder (DJ Fresh)
Louder è un brano musicale del produttore Drum and bass britannico DJ Fresh. Il brano è interpretato dalla cantante gallese Sian Evans, ed è stato utilizzato come accompagnamento per la campagna promozionale della Lucozade.
Il singolo è stato pubblicato il 3 luglio 2011 dall'etichetta Ministry of Sound. Louder è considerato il primo brano musicale di genere dubstep ad aver raggiunto la prima posizione della classifica Official Singles Chart.
Un video musicale prodotto per Louder è stato caricato sul canale ufficiale YouTube di DJ Fresh il 23 maggio 2011. Il video è stato diretto da Ben Newman come parte della campagna promozionale della Lucozade.

## Tracce
- Digital EP

1. Louder (Radio Edit) – 3:26
2. Louder (Club Mix) – 4:35
3. Louder (Hervé Remix) – 4:34
4. Louder (Drumsound & Bassline Smith Remix) – 4:31
5. Louder (Flux Pavilion & Doctor P Remix) – 3:55
6. Louder (7th Heaven Remix & Production Club Remix) - 7:38
7. Louder (7th Heaven Remix & Production Radio Edit) - 4:30

## Classifiche
| Classifica(2011)  | Posizione più alta |
| ----------------- | ------------------ |
| Australia         | 5                  |
| Belgio (Fiandre)  | 5                  |
| Belgio (Vallonia) | 43                 |
| Irlanda           | 4                  |
| Slovacchia        | 68                 |
| Scozia            | 1                  |
| Regno Unito       | 1                  |